# Ejante
Ejante (lat. Vanda sanderiana), vrsta orhideje iz roda Vanda, nekada uključivana u vlastiti rod Euanthe. Filipinski je endem na jugoistoku otoka Mindanao koji raste po drveću (često viseći nad vodom) na visinama do 500 metara.
Na Filipinima je poznata pod imenom Waling-Waling.